# یواس‌اس واکامو (ای‌او-۱۰۹)
یواس‌اس واکامو (ای‌او-۱۰۹) (به انگلیسی: USS Waccamaw (AO-109)) یک کشتی بود که طول آن ۵۵۳ فوت (۱۶۹ متر) بود. این کشتی در سال ۱۹۴۶ ساخته شد.